# Miss Canada 1982
 (décembre 2015).
Cet article est consacré à l'édition 1982 du concours Miss Canada.

## Résultats
| Classement final      | Candidates |
| --------------------- | --- |
| Miss Canada 1982      | - London - Karen Dianne Baldwin                                                                                        |
| 1st runner-up[Quoi ?] | - Hamilton - Renee Louise McLoughlin                                                                                   |
| 2d runner-up          | - Toronto - Yvonne Catherine Robinson                                                                                  |
| 3 rd runner-up        | - Montréal - Joanne Marie-Luce Proulx                                                                                  |
| Top 8                 | - Bathurst - Debbie Wilt - Fort St. John - Julie Senft - Kitchener-Waterloo - Alena Patrak - Manitoba - Brenda Gorlick |

## Prix spéciaux
- Yamaha Talent Award - Hamilton (ON)
- Miss Friendship - Fort McMurray (AB)
- Miss Swimsuit - Toronto (ON)